# Marco Fúlvio Gilão
Marco Fúlvio Gilão (em latim: Marcus Fulvius Gillo) foi um senador romano nomeado cônsul sufecto para o nundínio de novembro a dezembro de 76 com Galeão Tecieno Petroniano. Era natural de Forum Novum (Vescovio, Itália) e foi lá que mandou gravar uma inscrição dedicada aos seus penates familiares testemunhando seu consulado. Foi procônsul da Ásia entre 89 e 90.
Seu filho adotivo, Quinto Fúlvio Gilão Bício Próculo, foi cônsul sufecto em 99.